# Lobidiopteryx xanthosoma
Lobidiopteryx xanthosoma är en fjärilsart som beskrevs av Debauche 1938. Lobidiopteryx xanthosoma ingår i släktet Lobidiopteryx och familjen mätare. Inga underarter finns listade i Catalogue of Life.